# Serret de la Sella
La Serret de la Sella és una serra situada al municipi de Vimbodí i Poblet (Conca de Barberà), amb una elevació màxima de 1.121 metres. Es troba dintre del Parc Natural del Bosc de Poblet.